# Асники (Кораблинский район)
Асники — деревня в Незнановском сельском поселении Кораблинского района Рязанской области.

## География
Деревня находится в северной части Кораблинского района, в 14 км к северу от райцентра.
Асники пересекает река Лоша.
Ближайшие населённые пункты:

— деревня Свиридовка (Старожиловский район) в 2,5 км к северу по асфальтированной дороге

— деревня Добрятино в 1,5 км к западу по грунтовой дороге

— деревня Гудово в 2 км к востоку по грунтовой дороге

— деревня Лужки примыкает с юга.

## История
Деревня Осники возникла в середине XIX века.

## Население
| 2010 |
| ---- |
| 16   |

## Транспорт
Деревню пересекает автотрасса регионального значения Р-126 «Рязань-Ряжск».
Связь с райцентром осуществляется междугородним маршрутом «Кораблино-Рязань» (№525).